# いと・しま号

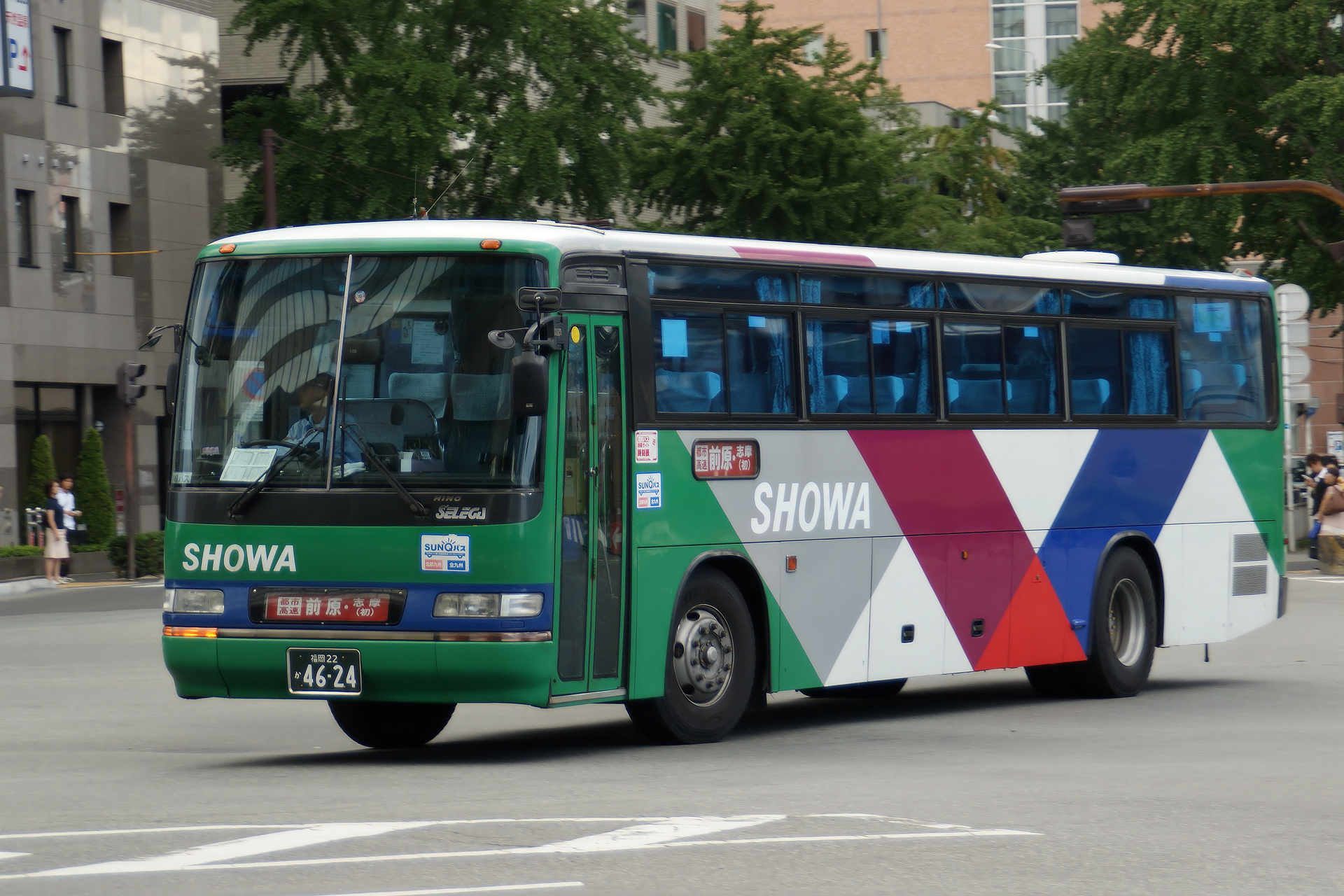
いと・しま号（昭和自動車）

いと・しま号とは、昭和バスが運行する特急バス路線の一つである。都市高速・西九州自動車道を経由する。

## 運行区間
- 博多バスターミナル - 天神 - 前原 - 加布里
- 博多バスターミナル - 天神 - 前原 - 志摩中央公園 - 野北 - 伊都営業所(平日下りの朝2便は志摩中央公園止まり)

## 停留所
加布里発着便
博多バスターミナル - 祇園町 - 呉服町 - 博多五町 - 中洲 - 天神四丁目 - 天神三丁目(加布里方面のみ停車） - 産業団地前（★） - 前原インター口 - 南風台中央 - 南風台東 - 篠原公園 - 上町 - 前原 - 筒井町 - 荻の浦 - 神在 - 赤坂 - 犬石 - 加布里東口 - 加布里
伊都営業所発着便
博多バスターミナル - 祇園町 - 呉服町 - 博多五町 - 中洲 - 天神四丁目 - 天神三丁目(前原営業所方面のみ停車) - 産業団地前 （★）- 前原インター口 - 南風台中央 - 南風台東 - 篠原公園 - 上町 - 前原 - 商工会前 - 北新地 - 加布羅 - 大浦台団地入口 - 作出入口 - 夫婦橋 - 志摩中央公園 - 井田原 - 野北 （☆）- 伊牟田 （☆）- 桜井（☆） - 伊都営業所
※博多BT - 天神間のみの利用はできない。
（★）産業団地前バス停は博多BT行は乗車のみ、加布里・志摩中央公園・伊都営業所行は降車のみ可
（☆）野北・伊牟田・桜井は博多BT行は乗車のみ、伊都営業所行は降車のみ可
なお、伊都営業所から天神・博多BTまでの乗降はかなりの遠回りになるため、九大学研都市駅まで一般路線バスとJR筑肥線・福岡市営地下鉄空港線の乗り継ぎ、または近隣の九大総合グラウンドから西鉄の一般路線バス(九大急行・エコルライナー)を利用したほうが運賃が安価なうえに所要時間が短い。

## 運賃
普通運賃だけでなく、往復割引運賃や区間指定の回数券運賃の設定がある。
※各区間の詳しい運賃、往復・回数券の販売場所は昭和自動車のホームページを参照のこと。

## 運行会社
- 昭和自動車
  - 担当営業所：伊都営業所・唐津営業所・福岡営業所・伊万里支所(唐津営業所と伊万里支所は数本のみ担当し、残りは全て伊都営業所担当。福岡営業所は平日のみ)

## 沿革
- 2003年（平成15年）4月1日：路線新設
  - 12月21日：加布里発着便を新設
- 2004年（平成16年）6月1日：福岡 - 前原間直通便をすべていと・しま号に変更。旧来の一般道経由の路線は姪浜駅発着に変更。
- 2007年（平成19年）10月1日：初発着便を志摩営業所（糸島市）まで延長。
- 2010年（平成22年）2月27日：IC乗車券nimocaを導入。
- 2019年（令和元年）7月21日：初 - 志摩営業所間を廃止。
- 2020年（令和2年）7月21日初発着系統を伊都営業所まで延伸。